# Bessey-en-Chaume
Bessey-en-Chaume – miejscowość i gmina we Francji, w regionie Burgundia-Franche-Comté, w departamencie Côte-d’Or.
Według danych na rok 1990 gminę zamieszkiwało 87 osób, a gęstość zaludnienia wynosiła 8 osób/km² (wśród 2044 gmin Burgundii Bessey-en-Chaume plasuje się na 823. miejscu pod względem liczby ludności, natomiast pod względem powierzchni na miejscu 869.).